# Dorfkirche Danewitz

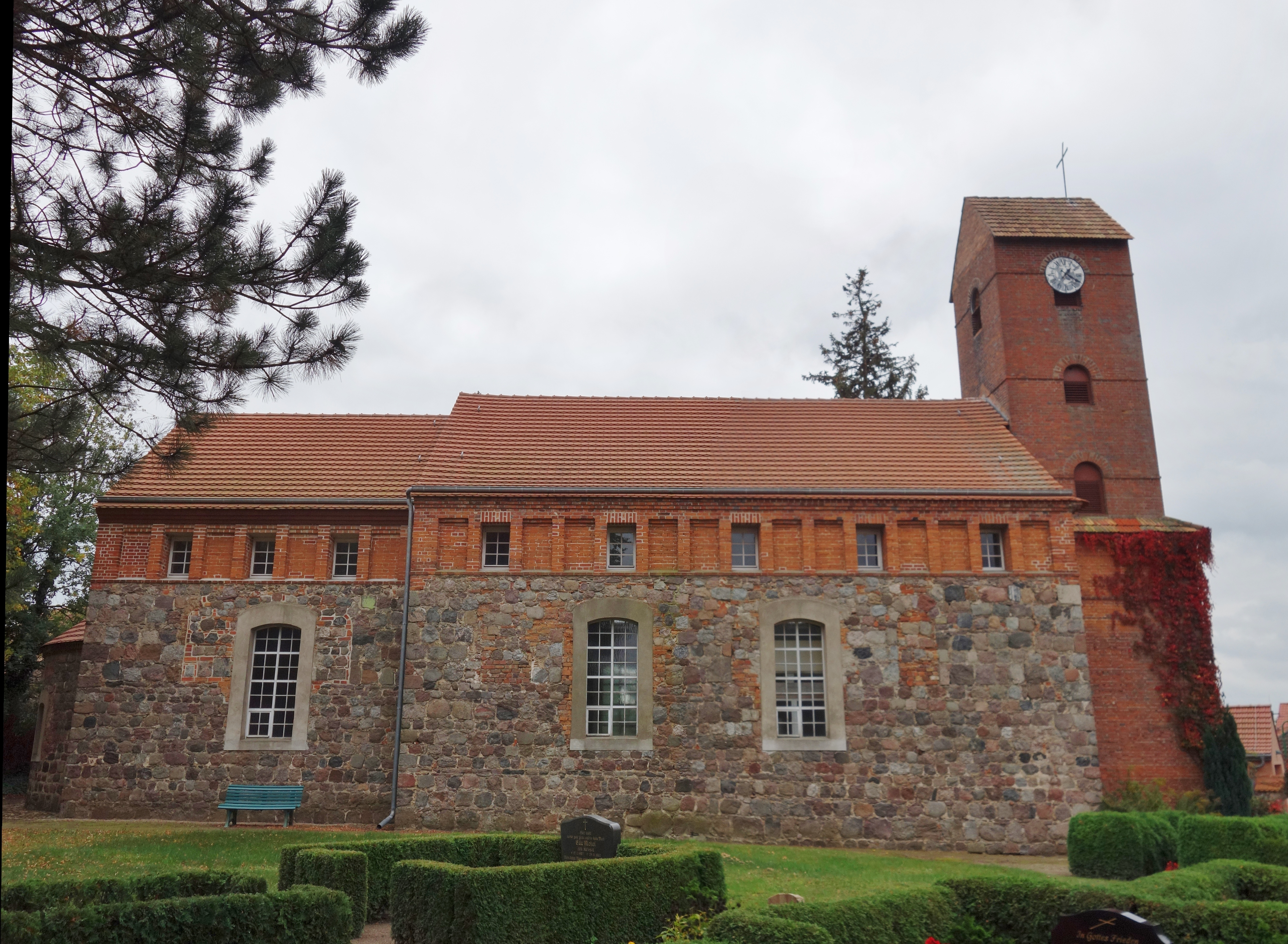
Nordansicht

Die Dorfkirche Danewitz ist ein Kirchengebäude im Ortsteil Danewitz der Stadt Biesenthal  im Landkreis Barnim des deutschen Bundeslandes Brandenburg.

## Architektur

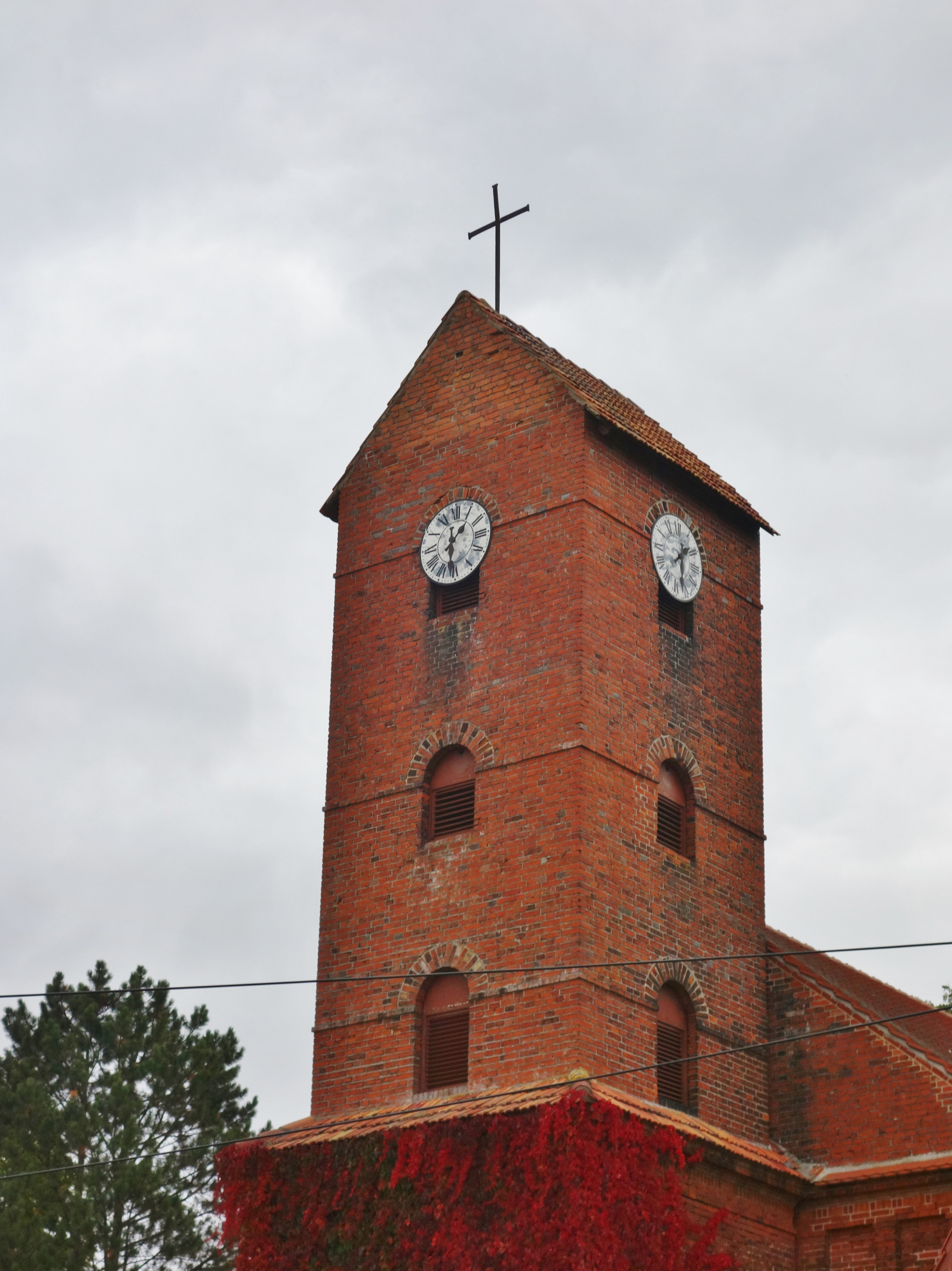
Turm

Die Saalkirche mit eingezogenem Chor und Apsis stammt aus der Mitte des 13. Jahrhunderts. Nach einem Brand 1826 wurde sie 1834 erneuert. Dabei wurden Chor und Kirchenschiff mit Backstein aufgestockt. Diese Aufstockung wird durch Backsteinblendwerk gegliedert. Der ursprünglich turmlosen Kirche wurde ein schmuckloser Backsteinturm mit Satteldach zugefügt.

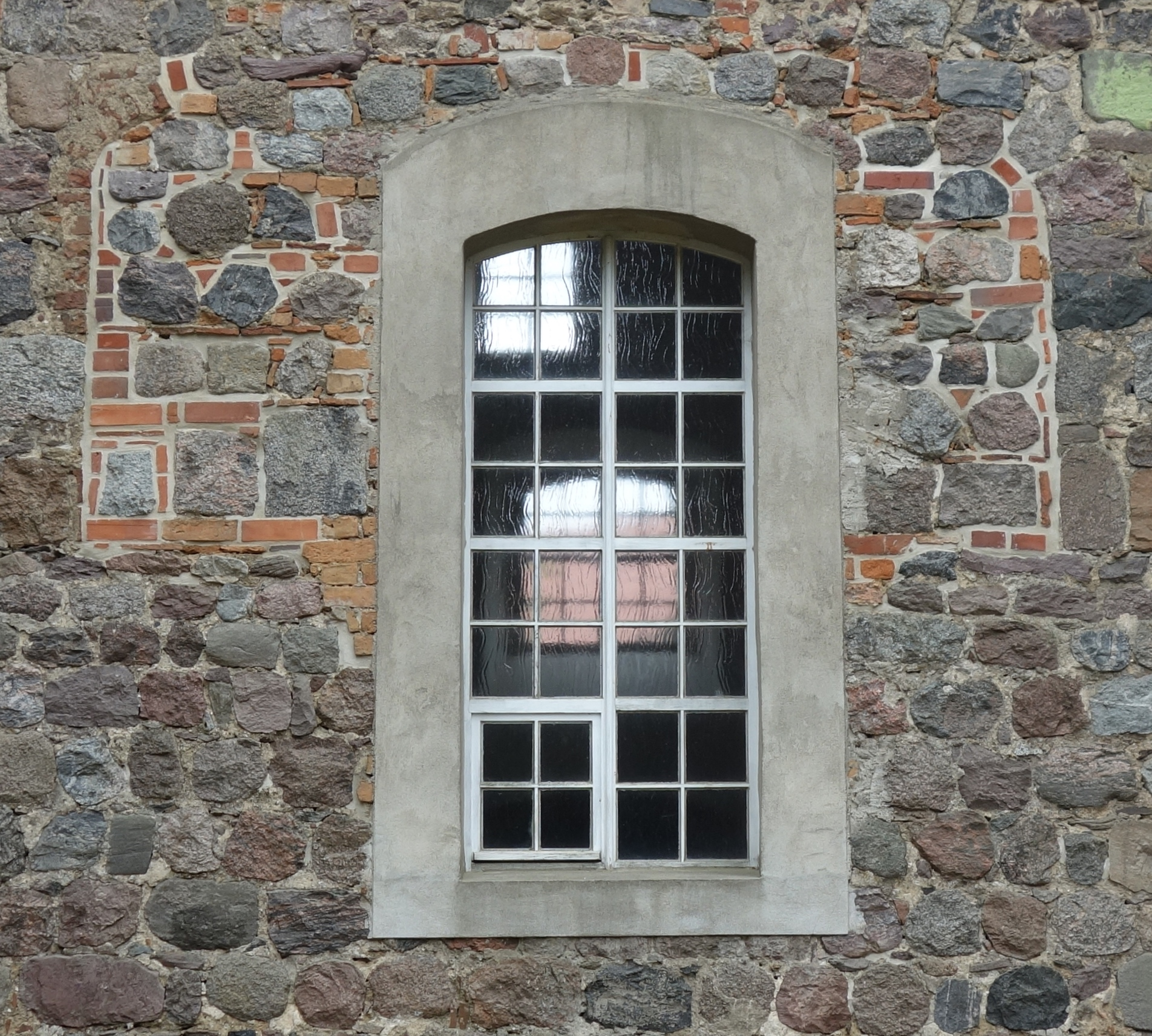
Änderung der Fensteröffnungen

Die mittelalterlichen Rundbogenöffnungen wurden vermauert und durch stichbogige Fenster und Portale ersetzt. Die Vermauerungen sind am Chor und der Südseite sichtbar.

## Innengestaltung
Die Holzdecke ruht auf holzverkleideten Stützen. Bei einer Renovierung 1969 wurde im westlichen Teil des Schiffs eine Winterempore eingebaut. Die ältere Ausstattung wurde bis auf einen klassizistischen Taufständer aus Tonguss entfernt.